# Shawn Hatosy
Shawn Wayne Hatosy (29 de diciembre de 1975 en Frederick, Maryland) es un actor y director estadounidense conocido por actuar en producciones como Enemigos públicos y The Faculty entre otras películas.

## Biografía

### Vida personal
Hatosy nació en Frederick, Maryland en el seno de una familia e descendencia húngarogalesa y se crio en el barrio de Loch Haven en Ijamsville, Maryland. Estudió en los institutos New Market y Linganore donde se graduó en esta última. En la actualidad reside en Los Ángeles con su mujer Kelly, con la cual tiene tres hijos.

### Carrera cinematográfica
Dos de sus trabajos más notables fueron en 2009 con las películas Enemigos públicos y Bad Lieutenant: Port of Call New Orleans donde actuó junto a Johnny Depp y Christian Bale en la primera y Nicolas Cage en la segunda. En 2013 participó en Reckless.
Entre su filmografía se incluye películas como Soldier's Girl, The Faculty, In & Out, The Cooler, Outside Providence, John Q y Alpha Dog.
También ha sido un actor habitual en series de televisión como CSI: Crime Scene Investigation, The Twilight Zone, Felicity, ER, Law & Order, Law & Order (Criminal Intent), Numb3rs, My Name is Earl y Hawaii Five-0. A partir de abril de 2009 empezó a interpretar al detective Sammy Bryant de la serie Southland. Sin embargo es más conocido por interpretar al asesino Boyd Fowler en Dexter.

### Carrera teatral
En 2005 actuó junto a Al Pacino en la adaptación teatral de Orphans de Lyle Kessler en el Greenway Court Theatre de Los Ángeles. También interpretó el papel principal en The Collected Works of Billy the Kid producido por la compañía La Jolla Playhouse. Pocos años después actuaría en Broadway junto a Anna Paquin en Roulette.
El 22 de marzo de 2011, la cadena TNT anunció la cuarta temporada de Southland por lo que Hatosy volvería a interpretar a su personaje.

## Filmografía
| Año  | Título                                       | Personaje          | Observaciones |
| ---- | -------------------------------------------- | ------------------ | ------------- |
| 1995 | Home for the Holidays                        | Muchacho contador  |               |
| 1996 | No Way Home                                  | Sean               |               |
| 1997 | Over Me                                      | Gus                |               |
| 1997 | Inventing the Abbotts                        | Victor             |               |
| 1997 | Niagara, Niagara                             | Punk del instituto |               |
| 1997 | In & Out                                     | Jack               |               |
| 1997 | The Postman                                  | Billy              |               |
| 1998 | The Faculty                                  | Stan Rosado        |               |
| 1999 | The Joyriders                                | Cam                |               |
| 1999 | Outside Providence                           | Tim Dunphy         |               |
| 1999 | Simpático                                    | Vinnie (joven)     |               |
| 1999 | Anywhere But Here                            | Benny              |               |
| 2000 | Down to You                                  | Eddie Hicks        |               |
| 2000 | Borstal Boy                                  | Brendan Behan      |               |
| 2001 | Tangled                                      | David Klein        |               |
| 2002 | John Q                                       | Mitch Quigley      |               |
| 2003 | A Guy Thing                                  | Jim                |               |
| 2003 | The Cooler                                   | Mikey              |               |
| 2003 | 11:14                                        | Duffy              |               |
| 2003 | Dallas 362                                   | Rusty              |               |
| 2003 | Soldier's Girl                               | Justin Fisher      |               |
| 2005 | Swimmers                                     | Clyde Tyler        |               |
| 2005 | Little Athens                                | Carter             |               |
| 2006 | Alpha Dog                                    | Elvis Schmidt      |               |
| 2006 | Factory Girl                                 | Syd Pepperman      |               |
| 2007 | Nobel Son                                    | Thaddeus James     |               |
| 2008 | Familiar Strangers                           | Brian Worthington  |               |
| 2008 | The Lazarus Project                          | Ricky Garvey       |               |
| 2009 | Public Enemies                               | Agente John Madala |               |
| 2009 | The Bad Lieutenant: Port of Call New Orleans | Armand Benoit      |               |
| 2011 | Street Kings 2: Motor City                   | Det. Dan Sullivan  | Vídeo         |
| 2015 | Fear the Walking Dead                        | Andrew Adams       | Recurrente    |
| 2016 | Animal Kingdom                               | Andrew "Pope" Cody | Principales   |
| 2025 | The Pitt                                     | Jack Abbott        | Recurrente    |